# Альварадо, Эстебан
Эсте́бан Альвара́до Бра́ун (исп. Esteban Alvarado Brown; род. 28 апреля 1989[…] или 28 октября 1989, Сикиррес, Лимон) — коста-риканский футболист, вратарь клуба «Депортиво Саприсса» и сборной Коста-Рики. Ранее выступал за команды АЗ, «Саприсса» и «Трабзонспор».
Участник двух чемпионатов мира среди молодёжных команд 2007 и 2009 года, на котором его сборная заняла четвёртое место, а самого Альварадо признали лучшим вратарём турнира.
В составе «Саприссы» Альварадо стал чемпионом Коста-Рики.

## Биография

### Клубная карьера

#### «Саприсса»
Эстебан Альварадо является воспитанником клуба «Саприсса». Пройдя все молодёжные системы клуба, Альварадо в середине 2009 года был переведён в основной состав клуба. В своём первом сезоне Альварадо провёл всего 4 матча, тем не менее он стал летним чемпионом Коста-Рики 2010 года. После победы в чемпионате молодой голкипер перешёл нидерландский клуб АЗ.

#### АЗ
Пятилетний контракт с АЗ молодой вратарь подписал ещё в начале января, но в силу он вступил только 1 июля. Изначально Эстебан выступал только за молодёжную команду, а в основном составе являлся лишь третьим вратарём. В феврале 2011 года основной голкипер клуба Серхио Ромеро и запасной голкипер Джоуи Дидулица получили травмы. Это вынудило главного тренера Гертьяна Вербека доверить место в основном составе коста-риканскому вратарю. 12 февраля в матче 23-го тура чемпионата Нидерландов с ПСВ состоялся дебют Альварадо в новом клубе, однако, он получился неудачным, и клуб из Алкмара проиграл матч со счётом 0:4. После этого алкмарцы выиграли два матча подряд, но затем вновь проиграли со счётом 0:4, на этот раз амстердамскому «Аяксу». После этого Эстебан провёл в основном составе ещё два матча, в которых также были одержаны победы, но после этого в основной состав вернулся Серхио Ромеро, и больше в том сезоне Альварадо на поле не появлялся.
В летнее межсезонье Серхио Ромеро покинул клуб и перешёл в «Сампдорию», а Дидулица, так и не сумев оправиться после всех травм, завершил свою карьеру. По этим причинам Эстебан Альварадо начал свой второй сезон в Европе в качестве основного голкипера команды. 28 июля в матче третьего квалификационного раунда Лиги Европы с чешским клубом «Баумит», который завершился победой алкмарцев со счётом 2:0, состоялся дебют вратаря в еврокубках. В следующем раунде алмарцы выбили из розыгрыша норвежский «Олесунн» и прошли в групповой этап. На протяжении группового этапа голландцы не потерпели ни одного поражения, но из шести матчей победили всего лишь в одном, тем не менее это позволило им пройти дальше со второго места. В ноябре фанаты признали Эстебана лучшим игроком месяца.
21 декабря АЗ предстоял гостевой матч Кубка Нидерландов с амстердамским «Аяксом». Уже на 8-й минуте матча хозяева повели в счёте благодаря голу Грегори Ван дер Вила. Но на 38-й минуте матча болельщик, находящийся в состоянии алкогольного опьянения, попытался напасть на Эстебана Альварадо. Костариканец ударил ногой бегущего на него фаната и нанёс ему ещё несколько ударов после того, как тот уже упал на землю. За это арбитр матча показал голкиперу красную карточку. Сразу после этого главный тренер алкмарцев Гертьян Вербек увёл свою команду с поля. Впоследствии Королевский футбольный союз Нидерландов отменил красную карточку показанную вратарю и заявил что клубу не будет засчитано техническое поражение. Молодой человек, напавший на вратаря, не имел права посещать стадион в течение года, после инцидента ему на 30 лет запретили посещать домашние матчи «Аякса». Сам Эстебан прокомментировал ситуацию следующим образом:
Это была самооборона. Человек мог быть под воздействием наркотиков или алкоголя, и я сделал всё, чтобы защитить себя. Первой моей мыслью было то, что у него есть нож. Сначала я вообще ничего не понял. Зрители начали свистеть, арбитр свистнул и указал в мою сторону. Когда я обернулся и увидел, как он летит на меня, я сделал всё, чтобы избежать удара. А то, что он выбежал на поле с намерением ударить меня, было отчётливо видно. Когда вы защищаете свою жизнь, то уже не думаете, сколько раз бьёте. Тем, кто осуждает меня, советую подумать, что бы они делали на моём месте. У меня есть дети, братья, сёстры, мать и отец. Я должен был защитить себя.

### Карьера в сборной
Эстебан Альварадо выступал за молодёжную сборную Коста-Рики. В 2007 году он поехал на чемпионат мира среди молодёжных команд в Канаду. Однако на турнире Эстебан был лишь вторым вратарём после Альфонсо Кесады и не провёл на поле ни одной минуты. Коста-Рика заняла в группе лишь третье место и не смогла пройти дальше.
В 2009 году Альварадо вновь поехал на чемпионат мира среди молодёжных команд, на этот раз уже в качестве основного голкипера. В первом же матче Альварадо пропустил 5 безответных мячей от бразильцев. В итоге костариканцы с третьего места всё-таки вышли из группы. Но на стадии плей-офф они начали показывать совершенно другой футбол и в итоге вышли в полуфинал турнира. В полуфинале они вновь уступили бразильцам, но теперь уже со счётом 0:1. В матче за третье место Коста-Рике предстоял матч с Венгрией, основное время матча закончилось со счётом 1:1, а в серии пенальти Альварадо не смог ничем помочь своей сборной, которая уступила со счётом 0:2. По итогам турнира Эстебан был признан одним из лучших игроков и получил «Золотые перчатки», награду вручаемую лучшему вратарю турнира.
11 августа 2010 года Эстебан Альварадо в товарищеском матче со сборной Парагвая дебютировал в составе главной сборной Коста-Рики. Костариканцы проиграли тот матч со счётом 0:2, а сам Эстебан провёл на поле все 90 минут. Своё следующее выступление за сборную Альварадо провёл только 27 марта следующего года, это произошло в товарищеском матче со сборной Китая, который завершился ничьей со счётом 2:2.

## Достижения

### Командные
«Саприсса»
- Чемпион Коста-Рики: 2010 (Лето)

АЗ
- Обладатель Кубка Нидерландов: 2012/13

### Личные
- Лучший вратарь молодёжного чемпионата мира: 2009

## Клубная статистика
| Дивизион  | Сезон   | Чемпионат Нидерландов | Чемпионат Нидерландов | Кубок Нидерландов | Кубок Нидерландов | Лига Европы УЕФА | Лига Европы УЕФА | Итого | Итого |
| Дивизион  | Сезон   | Игры                  | Голы                  | Игры              | Голы              | Игры             | Голы             | Игры  | Голы  |
| --------- | ------- | --------------------- | --------------------- | ----------------- | ----------------- | ---------------- | ---------------- | ----- | ----- |
| Эредивизи | 2010/11 | 6                     | -11                   | 0                 | 0                 | 0                | 0                | 6     | -11   |
| Эредивизи | 2011/12 | 34                    | -44                   | 5                 | -11               | 16               | -17              | 55    | -72   |
| Итого     | Итого   | 40                    | -55                   | 5                 | -11               | 16               | -17              | 61    | -83   |

По состоянию на конец сезона 2011/12

## Статистика в сборной
| № | Дата            | Место проведения | Соперник | Счёт | Пропущенные голы | Турнир            |
| 1 | 11 августа 2010 | Асунсьон         | Парагвай | 0:2  | 2                | Товарищеский матч |
| 2 | 27 марта 2011   | Сан-Хосе         | Китай    | 2:2  | 2                | Товарищеский матч |

Итого: 2 матча / 4 пропущенных гола; 1 ничья, 1 поражение.
| Год   | Товарищеские матчи | Товарищеские матчи | Итого | Итого |
| Год   | Игры               | Голы               | Игры  | Голы  |
| ----- | ------------------ | ------------------ | ----- | ----- |
| 2010  | 1                  | -2                 | 1     | -2    |
| 2011  | 1                  | -2                 | 1     | -2    |
| Итого | 2                  | -4                 | 2     | -4    |

По состоянию на 20 января 2012